# Омикрон Голубя
Омикрон Голубя (лат. ο Columbae), HD 34642 — двойная звезда в созвездии Голубя на расстоянии приблизительно 106 световых лет (около 32,5 парсек) от Солнца. Видимая звёздная величина звезды — +4,807m. Возраст звезды определён как около 3,813 млрд лет.

## Характеристики
Первый компонент — оранжевая звезда спектрального класса K0IV, или K0, или K0-K1II, или K0-K1III-IV, или K1IV, или K2, или K3. Масса — около 1,167 солнечной, радиус — около 4,909 солнечного, светимость — около 12,212 солнечной. Эффективная температура — около 4870 K.
Второй компонент — коричневый карлик. Масса — около 25,4 юпитерианской. Удалён в среднем на 1,831 а.е..